# Vladan Đorđević
Vladan Đorđević, född 21 november 1844 i Belgrad, död 31 augusti 1930 i Baden, Österrike, var en serbisk författare och politiker.
Đorđević studerade medicin och var assistent hos Theodor Billroth i Wien, deltog som fältläkare i fransk-tyska kriget och blev direktör för militärsjukhuset i Belgrad (1871) samt livmedikus hos kung Milan I. Đorđević var en tid chef för Serbiens medicinalstyrelse och inlade stora förtjänster om sanitetsväsendet, särskilt under serbisk-bulgariska kriget 1885. 
Đorđević blev 1887 ecklesiastikminister och var 1887–1900 stats- och utrikesminister men avgick på grund av kung Alexanders förmälning med Draga Mašin. Som författare gjorde sig Đorđević bemärkt genom en rad vetenskapliga och skönlitterära verk, medicinska avhandlingar, studier i serbisk historia och den stora historiska romanen Car Dušan (tre band, 1919–20). År 1905 utgav han sina memoarer, Das Ende der Obrenovitch, ein Beitrag zur Geschichte Serbiens 1897–1900, som skildrar tilldragelserna vid det serbiska hovet och av slitningarna inom kungafamiljen. På 1880-talet redigerade han den vittra tidskriften "Otadzbina" (Fäderneslandet).